# علي دمر
محمد عالي حمراء دُمر، شاعر سوري لقبه علي دُمر، ولد في مدينة حماة، سوريا عام 1927م وتوفى عام 1985م في المملكة العربية السعودية إثر نوبة قلبية. تخرج الشاعر من كلية اللغة العربية في جامعة الأزهر بالقاهرة عام 1955م.

## سيرتة الذاتية
محمد عالي حمراء دُمر، هو شاعر سوري لقبه علي دُمر، ولد في مدينة حماة عام 1927م وتوفى عام 1985م في المملكة العربية السعودية بسبب نوبة قلبية، تخرج علي دُمر من كلية الأدب العربي من جامعة الأزهر في مصر، القاهرة، ثم عمل مدرسًا للغة العربية في سوريا وكان يخطب لأحد المساجد، تجاوزت كتابات الشاعر عشرة آلاف بيتًا، ومن قصائده الشعرية الأكثر شهرة هي قصيدة الغرام القاتل. وقد أصدر الشاعر ثمانية دواوين مثل رعشات عام 1946م، عواصف على هضاب فلسطين عام 1948م، حنين الليالي عام 1954م، المجهولة عام 1959م، غيبوبة الحب عام 1968م، إشراق الغروب عام 1978م، رسائل محرجة إلى نزار قباني عام 1981م، شعب الله المختار، وكتب الشاعر أيضًا النثر فمن أعماله النثرية: مناقشات ودراسات في العروض والشعر الحديث، موسوعة العروض ومصفاة الشعر وملامح عمري.

## أعماله
بعض مؤلفات الشاعر:
- رعشات، 1946
- عواصف على هضاب فلسطين، 1948
- حنين الليالي، 1954
- المجهولة، 1968
- إشراق الغروب، 1978
- رسائل محرجة إلى نزار قباني، 1981